# Zuzana Vejvodová
Zuzana Vejvodová (* 19. září 1980, Praha) je česká herečka, členka souboru Divadla na Vinohradech. Je dcerou jazzmana, skladatele a kapelníka Josefa Vejvody a vnučka skladatele Jaromíra Vejvody.

## Život
Jako desetiletá si zahrála hlavní roli v seriálu Území bílých králů. Během studia na pražské Státní konzervatoři, kde byli jejími pedagogy Jaroslav Satoranský a Jana Preissová, hostovala v Divadle na Vinohradech a v Divadle Na Fidlovačce. Fidlovačka se stala na třináct let její domovskou scénou, ztvárnila zde například Chavu v muzikálu Šumař na střeše, titulní roli v hudební komedii Mam'zelle Nitouche, trojroli Nele - Betkina - Anna v Thylu Ulenspieglovi, nevěstu Agátu v Ženitbě, za muže se převlékající Rosalindu komedii Jak se vám líbí, Káču v Divotvorném hrnci, Jacie Triplethree v české premiéře Ayckbournovy komedie Něco v ní je (Comic Potential), titulní postavu Millie Dillmount v muzikálu Hledá se muž. Zn: Bohatý! (Thoroughly Modern Millie) či Irinu v Třech sestrách.
Od roku 2013 vystupuje v Divadle na Vinohradech, např. v inscenacích To byla moje písnička! (2013), Rod Glembayů (2014), Loupežník (2015), Nevzdávej to (2015), Zvěstování aneb Bedřichu, jsi anděl (2016), Sňatky z rozumu (2018), Fanny a Alexandr (2019), Zmoudření Dona Quijota (2020), Balada pro banditu (2020), Dům Bernardy Alby (2022) a dalších. Na podzim roku 2015 ztvárnila ve hře Nikdy české autorky Lenky Lagronové a režisérky Kateřiny Duškové roli Joly, po boku Andrey Elsnerové a Antonie Talackové. V roce 2021 nastudovala v Divadle na Vinohradech titulní roli Lízy ve světoznámé hře Obchodník s deštěm.
V roce 2003 vyhrála konkurs na hlavní roli v muzikálu Rebelové (Divadlo Broadway Praha), o rok později zvítězila ve veřejném konkursu na roli Julie v dramatu Romeo a Julie uváděném v rámci Letních shakespearovských slavností na Pražském hradě. Následující léto ji diváci mohli vidět jako Violu ve Večeru tříkrálovém, v roce 2006 ztvárnila Desdemonu v Othellovi a v roce 2008 Lucianu v Komedii omylů.
Natočila řadu seriálů, pohádek a inscenací produkovaných Českou televizí. V dubnu 2008 se v televizní anketě TýTý dostala mezi trojici nominovaných v kategorii Objev roku.
Od roku 2023 hraje v seriálu TV Nova Jedna rodina roli Kláry.
Její prozatím největší filmovou rolí je Klárka ve filmu Ireny Pavláskové Fotograf z roku 2015, inspirovaném životem světoznámého fotografa Jana Saudka, kde hrála po boku Karla Rodena v roli Jana.

### Soukromý život
Jejím partnerem byl herec Pavel Nečas, se kterým má syna Jonáše (* 2012). V současnosti má za partnera IT technika. Má sestru Moniku, která má čtyři děti.

## Divadelní role (výběr)

### Divadlo na Vinohradech

#### Velká scéna
- 1998 John Ford: Škoda, že byla děvka, režie: Vladimír Strnisko, premiéra: 26. října 1998, role: Annabella, Floriova dcera
- 2012 Noël Coward: To byla moje písnička!, režie: Petr Kracik, česká premiéra: 2. listopadu 2012, role: Zelda Fenwicková
- 2013 Alexandr Nikolajevič Ostrovskij: Les, režie: Daniel Hrbek, premiéra: 31. května 2013, role: Axjuša
- 2014 Miroslav Krleža: Rod Glembayů, režie: Martin Huba, premiéra: 13. listopadu 2014, role: Sestra Angelika Glembayová
- 2015 Karel Čapek: Loupežník, režie: Tomáš Töpfer, premiéra: 6. února 2015, role: Lola
- 2015 David Hare: Nevzdávej to (Gethsemane), režie: Juraj Deák, česká premiéra: 15. května 2015, role: Lori Drysdaleová
- 2016 Maxim Gorkij: Sluníčkáři (Děti slunce), režie: Juraj Deák, premiéra: 16. prosince 2016, role: Líza, sestra Pavla Protasova
- 2017 František Langer: Periferie, režie: Martin Huba, premiéra: 26. května 2017, role: Členka Chóru
- 2018 Jan Vedral podle Vladimíra Neffa: Sňatky z rozumu, režie: Radovan Lipus, světová premiéra: 23. března 2018, role: Hana
- 2018 Josef Topol: Konec masopustu, režie: Martin Františák, premiéra: 19. října 2018, role: Věra
- 2019 Ingmar Bergman – Jan Vedral: Fanny a Alexandr, režie: Pavel Khek, česká premiéra: 8. března 2019, role: Maj
- 2019 Friedrich Dürrenmatt: Návštěva staré dámy, režie: Jan Burian, premiéra: 6. září 2019, role: Illova dcera
- 2020 Viktor Dyk: Zmoudření Dona Quijota, režie: Martin Čičvák, premiéra: 7. února 2020, role: Neť
- 2020 Milan Uhde – Miloš Štědroň: Balada pro banditu, režie: Juraj Deák, premiéra: 2. října 2020, role: Mara
- 2021 Nathaniel Richard Nash: Obchodník s deštěm, režie: Juraj Deák, premiéra: 1. září 2021, role: Líza
- 2022 Federico García Lorca: Dům Bernardy Alby, režie: Juraj Deák, premiéra: 20. května 2022, role: Magdalena
- 2024 Tracy Letts: Srpen v zemi indiánů, režie: Petr Svojtka, premiéra: 22. března 2024, role: Ivy Westonová
- 2024 Nina Raine: Bach & synové, režie: Juraj Deák, česká premiéra: 16. května 2023, role: Maria Barbara Bachová
- 2025 Alena Mornštajnová – Jiří Janků: Hana, režie: Petr Svojtka, premiéra: 4. dubna 2025, role: Rosa

#### Studiová scéna
- 2013 Július Barč-Ivan: Dva, režie: Natália Deáková, česká premiéra: 23. září 2013, role: Ona
- 2015 Lenka Lagronová: Nikdy, režie: Kateřina Dušková, premiéra: 22. října 2015, role: Jola
- 2016 Milan Uhde: Zvěstování aneb Bedřichu, jsi anděl, režie: Jan Burian, premiéra: 8. září 2016, role: Leni
- 2018 Magdalena Frydrych Gregorová: Ulity, režie: Alžběta Burianová, premiéra: 16. května 2018, role: Věra